# Dementium II
Dementium II is een first person shooter survival-horrorspel voor de Nintendo DS. Het is het vervolg op Dementium: The Ward, een spel dat werd uitgebracht in 2007, ook voor de Nintendo DS. Het spel is ontwikkeld door Renegade Kid en uitgegeven door SouthPeak Interactive. Dementium II geeft meer mogelijkheden dan zijn voorganger Dementium: The Ward. De speler heeft meer keuze aan wapens, meer vijanden te bevechten, de mogelijkheden te springen en te kruipen, save points, meer omgevingen en een verbeterd wegaanduidingssysteem op het onderste scherm. Bovendien worden vijanden niet meer automatisch gerespawned.

## Aankondiging
Het spel was officieel aangekondigd toen er op 30 mei 2009 een trailer was geplaatst op IGN.com. De trailer fungeert als reclame voor het Bright Dawn Treatment Center. Dit veroorzaakte vele geruchten over een vervolg van Dementium: The Ward.

## Opmerkelijke vernieuwingen
- Vijanden komen niet terug als de speler een kamer opnieuw betreedt;
- Slagwapens, in plaats van vuurwapens, zoals een mes of hamer spelen in dit spel een belangrijkere rol;
- De speler kan het spel opslaan bij save points, die zich voordoen als spiegels;
- Een grotere verscheidenheid aan omgevingen, waaronder mijnbouw tunnels, de fictieve stad Pelf, Michigan, Bright Dawn Treatment Center, en een "krankzinnige" Dimensie;
- De kaart op het onderste scherm toont aan waar de speler zich eerder al heeft begeven;
- De modellen van vijanden die ook in het eerste deel voorkwamen zijn verbeterd. Ook is er een groot aantal nieuwe vijanden toegevoegd;
- Het aantal hoofdstukken is verminderd tot vijf. Daarentegen duurt elk hoofdstuk in het spel duurt langer dan eender welk hoofdstuk van deel 1;
- Eindbazen hebben eigen thema's;
- De puzzels zijn over het algemeen gemakkelijker;
- Springen en kruipen zijn toegevoegd als bewegingsopties;
- De mogelijkheid om een zaklamp en eenhandig wapen tegelijkertijd vast te houden is toegevoegd;
- De Buzz-saw kan oververhitten;
- Een optionele "survival mode" is toegevoegd;

## Verwijzingen
1. ↑  Dementium II Nintendo DS Imagine trailer